# Rafał Piszcz
Rafał Maciej Piszcz (Poznań, 24 ottobre 1940 – Poznań, 12 settembre 2012) è stato un canoista polacco.

## Palmarès

### Olimpiadi
- 1 medaglia:
  - 1 bronzo (Monaco di Baviera 1972 nel K-2 1000 metri)